# Классен, Бен
Бен Классен (Бернар Классен, англ. Ben (Bernhardt) Klassen; 20 февраля 1918, Розовка, Украина — 7 августа 1993, Отто, Северная Каролина) — американский политик, основатель расистского движения.
Родился в немецкоязычной семье. В 1924 году семья эмигрировала. Вырос и получил образование в Канаде, где получил степень бакалавра в электротехнике. Был фермером, учителем, шахтёром, инженером-электриком, изобретателем, продавцом недвижимости и членом Палаты представителей штата Флорида. Через год после выборов в 1967 году проиграл выборы в Сенат штата Флорида.
В 1973 году основал квазирелигиозное объединение под названием «Церковь Создателя», позднее ставшее известным как «Движение Творчества». Эта организация провозглашает превосходство белой расы и проповедует ненависть к афроамериканцам и правительству США, где якобы преобладают евреи и гомосексуалы.
Классен популяризировал термин «расовая священная война» (англ. Racial Holy War, RaHoWa) в рамках движения белых националистов. В своей книге «Rahowa — Эта планета принадлежит всем нам» (1987) он утверждает, что евреи создали христианство, чтобы ослабить белых людей, и первоочередная задача — «сокрушить еврейского бегемота».
В 1993 году, после смерти жены Генриетты и прогрессирования рака, покончил жизнь самоубийством.

## Ранний период жизни
Классен родился 20 февраля 1918 года в Руднервейде (ныне Розовка, Черниговского района Запорожской области), в семье Бернхарда и Сусанны Классен (урождённая Фризен), христиан-меннонитов. У него было две сестры и два брата. Когда Классену было девять месяцев, он заболел брюшным тифом и чуть не умер. Из-за Гражданской войны в России обстоятельства его раннего детства были довольно сложными. Когда ему было шесть лет, семья переехала в Мексику в штат Чиуауа вместе с четырьмя другими семьями меннонитов. Около полутора лет поселенцы выращивали бобы, кукурузу и картофель. В 1925 году, в возрасте семи лет, он переехал со своей семьей в Гершель, Саскачеван, в Канаду.
Первая школа, в которой Классен учился — Нормальная школа Саскатуна (позже переименована в Педагогический колледж Саскатуна). В 1931 году отец отправил его в Немецко-английскую академию (ныне Rosthern Junior College).

## Предпринимательская деятельность
Классен основал риелторскую фирму в Лос-Анджелесе в партнёрстве с Беном Берком. Полагая, что его партнёр склонен к пьянству и азартным играм, Классен в конечном итоге выкупил его долю и стал единоличным владельцем. Он нанял нескольких продавцов, включая Мерла Пика, который убедил его приобрести крупные земельные участки в Неваде. Классен и Пик создали партнёрство под названием «Silver Springs Land Company», с помощью которого они основали город Силвер-Спрингс. В 1952 году Классен продал свою долю компании Филиппу Хессу за 150 тысяч долларов и вышел на пенсию.
26 марта 1956 года Классен подал заявку в Ведомство по патентам и товарным знакам США на патент настенного электрического консервного ножа, который он продавал как Canolectric. В партнёрстве с маркетинговой фирмой «Robbins & Myers» Классен создал «Klassen Enterprises, Inc». Столкнувшись с конкуренцией со стороны более крупных производителей, которые могли бы поставлять аналогичную продукцию по более низкой цене, Классен и его партнёры распустили компанию в 1962 году.